# Пеперуди
Вижте пояснителната страница за други значения на Пеперуда.
Пеперудите (Lepidoptera) са разред летящи насекоми с описани около 150 000 вида, групирани в 46 надсемейства и 126 семейства. От тях около 2900 вида се срещат в България, от които 218 вида Дневни пеперуди. Крилете им са 2 двойки с размах от 55 mm до 30 cm, покрити с различно оцветени люспи.

## Име
Други диалектни форми на името са: пемперу̀га, преперу̀да, пемперу̀да, пеперу̀га, пеперу̀на, преперу̀га, перпелю̀да. В костурския говор: литашка.
Сред българските празници и обичаи съществува един, наречен „Пеперуда“.

## Жизнен цикъл
Развитието е с пълна метаморфоза, т.е. пеперудите минават през четири етапа по време на своето развитие:
- яйце
- ларва, известна още като гъсеница
- какавида
- възрастна пеперуда (имаго)

Пеперудите снасят своите яйца на различни видове растения, като в зависимост от вида пеперуда ларвите след излюпването си могат да се хранят само с един точно определен вид растение (монофаги), с няколко, най-често близкородствени растения (олигофаги) или с голям брой растения, които често могат да са от съвсем различни семейства (полифаги).
Ларвите (гъсеници) се хранят главно с листа, цветове или други растителни части (някои живеят в стволове и клони на дървета и се хранят с дървесина). Има обаче видове, чиито ларви се хранят с растителна храна в началния стадий на развитие, но по-късно преминават на животинска храна и започват да водят паразитен или хищнически живот, например ларвите на синевките от подрод Maculinea . Възрастните пеперуди най-често се хранят с нектар от цветовете на растения, но много видове предпочитат ферментирал сок от гниещи плодове или рани от растения, а има и такива, които се хранят главно с течности от изпражнения, разлагащи се трупове на животни и т.н. Възрастните на някои нощни пеперуди, например нощните паунови очи (семейство Saturnidae) не се хранят изобщо и живеят много кратко време.

## Разпространение и значение
В Европа и в България има голям брой видове пеперуди, които са редки и обитават много ограничени местообитания, поради които са застрашени от различни видове стопанска дейност. Тези видове могат да са реликти от минали епохи. За ледникови реликти в България могат да се смятат например повечето високопланински видове кадифянки (род Erebia), които са се приспособили към ниски температури и с отминаването на ледниковия период разпространението им в България се е ограничило до планинските райони със студен климат. Такива реликти са особено чувствителни към промени в климата.
Преобладаващата част от пеперудите са видове без стопанско значение, но пеперудите като цяло са много значима група насекоми, понеже опрашват много видове растения, различните им стадии са значим източник на храна за разнообразни безгръбначни и гръбначни животни, а възрастните пеперуди носят естетическо удоволствие на милиони хора по целия свят. 
Копринената пеперуда се отглежда (включително в България) поради стопанското си значение за текстилната промишленост.
Ларвите на ограничен брой видове са вредители по растения, складирани продукти, хранителни продукти, вълнени и кожени изделия и др.

## Систематика

### Традиционна
Съществуват множество традиционни класификации на пеперудите, които впоследствие са се оказали нефилогенетични, т.е. не представят еволюционните родствени връзки между пеперудите. Въпреки това, някои от тях се използват и днес по прагматични причини.

#### Дневни и нощни
Една от най-разпространените традиционни класификации на пеперудите ги разделя на Дневни пеперуди (Rhopalocera) и Нощни пеперуди. В първата се включват предимно едри и дневно активни пеперуди, обикновено в ярки цветове; докато във втората се включват предимно нощно активни пеперуди, обикновено в по-невзрачни цветове. Rhopalocera е монофилетична група, произлязла от парафилетичната група на Нощните пеперуди.

#### Малки и големи
Друга традиционна класификация разделя пеперудите на малки (Microlepidoptera, молци) и големи (Macrolepidoptera, включваща дневните пеперуди и някои едри нощни пеперуди). И двете групи не са монофилетични.